# Dialogisch zelf
Het dialogische zelf is een psychologisch concept dat draait om het vermogen van de menselijke geest om in een innerlijke dialoog verschillende rollen en standpunten in te nemen. Het dialogische zelf is het centrale begrip in de Dialogical Self Theory (DST), eind 20ste eeuw geformuleerd door de Nederlandse psychologen Hubert Hermans en Harry Kempen, dat elementen uit de psychologie en de literatuurwetenschap verenigt. Zij noemen het dialogische zelf ook wel het polyfone (meerstemmige) zelf.

## Overzicht
De DST brengt twee concepten samen: zelf en dialoog. In de moderne psychologie wordt het zelf veelal voorgesteld als iets interns, iets dat zich afspeelt binnen de huid van de persoon. De dialoog wordt dan gezien als iets externs dat zich afspeelt in de communicatie tussen verschillende personen. De DST herkent een samenhang tussen het zelf en de maatschappij. Ze doet dit door een vergelijking te trekken tussen processen zoals die zich afspelen tussen mensen onderling en processen binnen het leven van één persoon.
Zo kan iemand van zichzelf houden, zichzelf haten, medelijden hebben met zichzelf, zichzelf verwennen, verwijten maken, onderzoeken, tegenspreken en op strenge wijze toespreken. Op sommige momenten heeft de persoon zichzelf in de hand, maar op andere momenten wordt hij overmeesterd door zichzelf. Personen kunnen zelfs in de loop van de tijd van zichzelf of van een specifiek deel van zichzelf vervreemd raken. In de literatuur zijn hiervan ook bekende voorbeelden te vinden zoals de beroemde passage in Goethes Faust waarin gezegd wordt: “Zwei Seelen wohnen, ach! in meiner Brust, Die eine will sich von der andern trennen; Die eine hält, in derber Liebeslust, Sich an die Welt mit klammernden Organen”.
De DST gaat een stap verder en veronderstelt niet slechts twee “zielen in één borst”, maar meerdere ik-posities die, naar het geval wil, elkaar kunnen bestrijden, verwaarlozen of onderdrukken, of juist elkaar kunnen aanvullen, verrijken en stimuleren. Onder de relaties die tussen de verschillende ik-posities kunnen bestaan, zijn er twee die in de DST van centraal belang zijn, namelijk monologische en dialogische. Bij monologische relaties zijn ik-posities (of stemmen) in het zelf zo dominerend dat ze andere niet aan het woord laten en niet bereid zijn om naar andere te luisteren. Dialogische relaties ontstaan als de verschillende ik-posities bereid zijn naar elkaar te luisteren en elkaar antwoord te geven vanuit hun eigen perspectief en vanuit hun specifieke ervaringen.

## Historische achtergrond
De DST is in de eerste plaats geïnspireerd door het gedachtegoed van William James en Michail Bachtin, die leefden en werkten in verschillende landen (resp. de Verenigde Staten en Rusland), in verschillende vakgebieden (respectievelijk psychologie en literatuurwetenschappen) en afkomstig zijn uit verschillende theoretische tradities (respectievelijk pragmatisme en “dialogism”).
Zoals het samengestelde begrip “dialogisch zelf” suggereert, is de DST niet zonder meer te plaatsen binnen een van die beide tradities, maar eerder op hun raakvlak. Als theorie over het zelf is zij geïnspireerd door James, als dialogische theorie door de inzichten van Bakhtin. De DST beschouwt het zelf als een “society of mind,” oftewel een stukje maatschappij binnen de persoon (die dan weer deel uitmaakt van een grotere maatschappij). Dit komt onder meer tot uitdrukking in onderzoek dat nagaat in hoeverre het opgroeien in verschillende sociale situaties of verschillende culturen weerspiegeld wordt in een toename van het aantal en de heterogeniteit van ik-posities in het repertoire van het zelf.
Een andere inspiratiebron van de DST is de narratieve psychologie, zoals in de jaren 80 van de 20e eeuw gepropageerd door Jerome Bruner en Theodore Sarbin(1993). Beide auteurs betogen dat een verhaal, in tegenstelling tot een redenering en een cognitie, verbonden is aan een bepaald moment in de tijd en een bepaalde plaats in de ruimte ("Er was eens..."). De DST gaat daar op verder vanuit de gedachte dat de verhalen die mensen over zichzelf vertellen voortkomen uit specifieke ik-posities (bijvoorbeeld het ik als kind van vroeg overleden ouders, het ik als ambitieuze professional of het ik als globetrotter) die in de ruimte en in de tijd een positie in nemen ten opzichte van andere ik-posities.

## Theoretische achtergrond
Anders dan veel hedendaagse opvattingen erkent het samengestelde concept “dialogisch zelf” geen tweedeling tussen zelf en ander. Functionerend als een “minimaatschappij", wordt het zelf bevolkt door een veelheid van ik-posities die het vermogen hebben om dialogische relaties met elkaar aan te gaan. Tegelijkertijd is het zelf in staat om, in overeenstemming met de inzichten van George Herbert Mead, handelend op te treden in de maatschappij.
In de DST wordt het zelf voorgesteld als iets waarbij ook de omgeving een rol speelt, dat wil zeggen individuen en groepen in de maatschappijomgeving worden weerspiegeld (geïnternaliseerd) als posities in de mini-maatschappij van het zelf. Er zijn dan in het zelf niet alleen posities aanwezig van interne herkomst (bijvoorbeeld ik als zoon van mijn moeder, ik als docent, ik als liefhebber van klassieke muziek), maar ook posities van externe herkomst (bijvoorbeeld mijn vader, mijn leerlingen, de groepen waarmee ik me verbonden voel).
In deze theorie wordt de ander niet simpelweg voorgesteld als aanwezig buiten het zelf, maar ook als een intrinsiek deel ervan. Er is niet alleen de feitelijke ander die zich buiten het zelf bevindt, maar ook de voorstelling van de ander, die wordt opgenomen als de ander-in-het-zelf. Een gevolg van deze vooronderstelling is dat dialogische processen, zoals zelf-afspraken, zelf-consultatie, zelf-conflicten en zelf-kritiek, zich kunnen afspelen in verschillende domeinen van het zelf: binnen het interne domein (bijvoorbeeld “Als levensgenieter ben ik het oneens met mezelf als ambitieuze werker”), tussen het interne en externe domein (bijvoorbeeld “Ik zou dit graag willen maar de stem van mijn opvoeder in mij laat merken daar moeite mee te hebben”) en binnen het externe domein (bijvoorbeeld “De manier waarop mijn collega’s met elkaar omgaan heeft me doen besluiten om te zoeken naar een andere baan”).

## Kritiek
Vanuit diverse invalshoeken is er kritiek geleverd op de theorie van het dialogische zelf. Hoewel er over de theorie veel literatuur bestaat, wordt ze weinig daadwerkelijk toegepast in onderzoek. Nauw hiermee verbonden is het feit dat de theorie geen plaats heeft gekregen in de "mainstream-psychologie".
Een ander gebrek is het ontbreken van onderzoeksprocedures die in voldoende mate garanderen dat data van verschillende onderzoekers onderling uitgewisseld kunnen worden. Weliswaar zijn er verschillende onderzoeksgereedschappen ontwikkeld, maar geen van die wordt gebruikt door een meerderheid van onderzoekers binnen het vakgebied. De breedte van de theorie en de verscheidenheid van de toepassingen lijken als neveneffect te hebben, dat de diverse onderliggende onderzoeksgebieden betrekkelijk geïsoleerd zijn.
Andere kritiek die geuit wordt, is dat het wetenschappelijke werk aan de theorie tot nog toe te zeer een verbaal karakter heeft. De theorie onderkent weliswaar niet-linguïstische vormen van dialoog, maar deze vormen hebben weinig aandacht gekregen van onderzoekers.

## Organisatie
Er bestaat een International Journal for Dialogical Science (IJDS), gewijd aan theoretische vraagstukken, empirisch onderzoek en toepassingen.
Tevens zijn er tweejaarlijkse International Conferences on the Dialogical Self, die georganiseerd werden in verschillende steden: Nijmegen in Nederland (2000), Gent in België (2002), Warschau in Polen (2004), Braga in Portugal (2006), Cambridge in het Verenigd Koninkrijk (2008) en Athene in Griekenland (2010).

## Publicaties en toepassingsvelden
Na de eerste, psychologische, publicatie over de DST is de theorie toegepast in uiteenlopende onderzoeksgebieden, bijvoorbeeld binnen de culturele psychologie, experimentele sociale psychologie, Jungiaanse psychoanalyse, mediapsychologie, narratieve psychologie, de psychologie van de globalisering, de onderwijspsychologie, ontwikkelingspsychologie, persoonlijkheidspsychologie, psychopathologie, psychotherapie en organisatiepsychologie. Als uitvloeisel  van dit laatste werd in 2015 aan de universiteit Tilburg een leerstoel Dialogical leadership ingesteld. De eerste hoogleraar die op deze leerstoel benoemd werd was prof. dr. E.J.P. (Rens) van Loon.
Verder heeft de theorie een aantal eerste toepassingen gevonden buiten de grenzen van de psychologie, zoals bijvoorbeeld in de hersenwetenschap, culturele antropologie, filosofie, literatuurwetenschap, en geschiedenis.
In Nederland wordt de DST onder meer toegepast in teams binnen organisaties. De teamleden vertellen elk hun verhaal over de organisatie waarvan ze deel uitmaken. Deze verhalen leiden tot een analyse waarbij de gemeenschappelijke elementen van die verhalen, inclusief hun gevoelsmatige betekenis, expliciet gemaakt worden. De gedeelde waarden die daarin doorspelen worden vervolgens onderzocht op de betekenis die ze hebben voor de missie van de organisatie.
Ook wordt de theorie toegepast bij mensen die afkomstig zijn uit verschillende culturen. De culturen worden daarbij voorgesteld als ik-posities (bijvoorbeeld ik als Nederlandse vs. ik als Turkse). Op deze manier is dan te belichten of de persoonlijke waarden die met deze posities samenhangen met elkaar conflicteren of wederzijds aanvullend zijn. Zo'n diagnostisch onderzoek kan gebruikt worden als uitgangspunt voor een begeleidingsproces om onverzoenlijk lijkende culturele posities te integreren op een wijze zo dat elke positie een plaats krijgt in het zelf zonder dat de ene door de andere wordt onderdrukt.